# Graciela Pal
Graciela Cristina Palos Seguer (Buenos Aires, 21 de septiembre de 1947), conocida por su nombre artístico Graciela Pal, es una primera actriz y cantante Argentina, hija del actor Pablo Palitos (1906-1989).

## Biografía
Inició su carrera en España al lado de su padre y en el medio teatral, a los 14 años de edad.
Desde entonces, ha participado en un gran número de montajes teatrales, ha actuado en importantes series televisivas y películas, y hasta ha integrado grupos musicales, en Teatro inició su carrera, como actriz, con la obra Seis Rayados En Busca De Un Autor, con dirección de Eber Lobato en el Teatro Latino de San Telmo.
Un hito importante en su trayectoria artística está relacionado con la obra de teatro El diluvio que viene (1979), la cual, en su momento, recibió excelentes críticas, cautivó al público, fue premiada en varias ocasiones, y se mantuvo como una de las ofertas culturales más descollantes de la época durante cuatro años consecutivos.
Contando con este importante referente como carta de presentación, Graciela incursionó en el mundo de la música interpretando canciones de Joan Manuel Serrat, Alberto Cortez y Eladia Blázquez durante los años ochenta, cuando formó parte de un trío musical. Pero no por ello abandonó el teatro, que siempre ha sido una de sus principales pasiones. Entre los títulos más importantes de su larga trayectoria sobre los escenarios teatrales se encuentran las obras Parecen ángeles, Oscar y Reflejos en el agua.
Ha sido tal la huella que ha dejado en el contexto de las artes escénicas argentinas que, tras 30 años de éxitos y vigencia ininterrumpidos, sigue siendo llamada a participar de proyectos ambiciosos y de gran envergadura. Un ejemplo de lo anterior es la convocación que recibió de parte del Teatro Cervantes para formar parte de Chúmbale, obra de Oscar Viale.
Por la misma época, la actriz se reunió con sus antiguos compañeros de elenco Pepe Cibrián, Ana María Cores y Dalma Milebo para presentar la obra Aquí no podemos hacerlo (1978), una comedia musical que se convirtió en un clásico en la historia del teatro argentino, al erigirse como un medio idóneo para expresar la situación social y política que por ese entonces vivía el país. Contó el 6 de octubre de 1978, día de su estreno, con la presencia entre el público de figuras de la talla de Mercedes Sosa, Enrique Pinti y Antonio Gasalla.
También ha dirigido obras de teatro, tales como La manzana original, Eliot Ness y Justiciero de la ciudad.
En televisión, Graciela ha aportado su talento y experiencia a proyectos como Celeste (1991), Princesa (1992), El último verano (1996), Ricos y famosos (1997), Primicias (2000), Franco Buenaventura, el profe (2002), Culpable de este amor (2004), Tango de último amor / Tango vtroyom (Танго втроём) (Rusia-Argentina) (2006) y Casi ángeles (2007-2008).
De sus incursiones en el medio cinematográfico se recuerdan sus interpretaciones para las películas Balada para un mochilero (1971), Cabecita rubia (2001), India Pravile (2003), Cargo de conciencia (2005) e Incorregibles (2007).
Volviendo al campo de la televisión, uno de los últimos retos actorales que encaró fue el de dar vida a una lesbiana en la comedia B&B (2008), producida por Cris Morena, la aclamada productora argentina que ha sido la gestora de múltiples éxitos televisivos en el transcurso de las últimas décadas. La actriz afirma que disfrutó mucho de ese trabajo, entre otras cosas porque le permitió integrar el elenco al lado de Romina Yan y Damián De Santo.
En 2007 y 2008, realizó participaciones especiales en la serie juvenil protagonizada por Emilia Attias y Nicolás Vázquez, Casi Ángeles. En ella interpretaba a Berta Bauer, esta serie también fue creada por Cris Morena y en ella además participaba su hija Manuela Pal.
Entre 2009 y 2010, es convocada para la telenovela Botineras como actriz invitada. La novela comenzó el 24 de noviembre de 2009, y su personaje (Mirtha) fue asesinado en abril de 2010.
En 2012 trabajó en Dulce amor como Rosa. Se generó una polémica cuando el actor Cacho Castaña se negó a realizar una escena de beso. Además, la actriz no renueva contrato con Quique Estevanez, debido a que su personaje no crecía y según ella :"Ya no era feliz en Dulce Amor".

No quise hacer la escena porque la letra y la situación eran muy insolentes. Graciela hace el papel de una abuelita enferma. Y yo tenía que seducirla para quedarme a dormir en la casa. Yo no hago esas cosas. Conmigo podés contar para hacer cualquier porquería, pero no una hijaputez. Es una cuestión de códigos y de cómo soy yo. Si querés, te la beso, te la amasijo y te la parto en cuatro. Pero no podía hacer lo que me pedían, que era que fuera a seducir a una abuela enferma, que se estaba por morir. No me dio. Y no me negué a hacer la escena, pero pedí que me cambiaran la letra. Pero parece que Graciela se enojó. Igual la telenovela no es mi palo, así que no me rompan las pelotas.
Cacho Castaña

Yo ya le resté importancia. En su momento me molestó porque eran escenas muy lindas, muy bien escritas, que a mi personaje lo ayudaban muchísimo. Como reflexión, diría que Cachito no piense que él es [Leonardo] Sbaraglia ni yo soy China Zorrilla [Se refiere a la película Besos en la frente, que cuenta la relación amorosa entre un veinteañero (Leonardo Sbaraglia) y una septuagenaria (China Zorrilla)]. Nunca me había pasado algo así, pero tampoco nunca fui una «sesentona». Igual, Rosa no es una abuelita que se está por morir, es una mina con polenta, que tiene problemas de salud, pero labura y cría a su nieto. Cachito [Cacho Castaña], al no ser del palo ―como dijo él mismo― no entendió que la ficción no tiene que ver con la vida. Todavía no me lo crucé, pero cuando lo vea le voy a decir lo que puse en Facebook: «Cachito, la dejaste sin historia a Rosa. Igual, Rosa y yo te seguimos queriendo y admirando».
Graciela Pal

## Vida personal
Graciela Pal es hija del actor Pablo Palitos (1906-1989) y madre de la actriz Manuela Pal, fruto de su matrimonio con Mario Pérez Bosch, de quien está divorciada.
Se ha confesado enemiga de la belleza adquirida por medio de cirugía estética, y ha dicho que nunca estudia los libretos cuando hace televisión y que le huye a las largas temporadas teatrales para no cansar a su público.
Su novela favorita fue Nano, grabada en Mundo Marino, en San Clemente del Tuyú (costa atlántica de la provincia de Buenos Aires).

## Filmografía

### Cine[9]
- 1968: Maternidad sin hombres
- 1971: Balada para un mochilero.
- 1992: Tómame.
- 2001: Cabecita rubia.
- 2003: India Pravile.
- 2005: Cargo de conciencia.
- 2007: Incorregibles.
- 2014: El otro: no todo es lo que ves
- 2016: La última fiesta
- 2022: Granizo
- 2025: Mensaje en una botella

### TV
- 1965: Gran Teatro Universal-Canal 7
- 1965/66: Su comedia favorita-Canal 9
- 1966: Sábados circulares-Canal 13
- 1967: El teatro de Alfredo Alcón-Canal 9
- 1968: La pícara soñadora-Canal 11
- 1968/69: Viernes de Pacheco-Canal 9
- 1969: Don Jacobo-Canal 11
- 1970: Otra vez Drácula-Canal 9
- 1970: Esta noche, Miedo-Canal 11
- 1973: Teatro como en el teatro-Canal 9
- 1974: Alta Comedia-Canal 9
- 1974: Humor a la italiana-Canal 9
- 1974: Todos nosotros-Canal 9
- 1978: Una promesa para todos-Canal 13
- 1981: El Ciclo de Guillermo Bredeston y Nora Carpena-Canal 9
- 1981/82: Como en el teatro-ATC
- 1982/84: Las 24hs.-Canal 13
- 1982: La comedia del Domingo-ATC
- 1983: La peluqiería de Don Mateo-Canal 13
- 1985: Coraje, mamá-Canal 9
- 1987: Por siempre amigos-Canal 11
- 1989: Las comedias de Darío Vittori-Canal 2
- 1990: Vale, vale-ATC
- 1991: Celeste -Canal 13
- 1991: Vivan los Novios!-Telefe
- 1992: Princesa -Canal 9
- 1992: Zona de Riesgo-Canal 13
- 1993: 1+1-Canal 13
- 1994: Nano-Canal 13
- 1995: Amigovios-Canal 13
- 1995: Hola papi-Canal 13
- 1995: Por siempre mujercitas-Canal 9
- 1996: El último verano-Canal 13
- 1997/98: Ricos y Famosos-Canal 9
- 1998: Desesperadas por el aire-Canal 13
- 1999: Libremente-América
- 2000: Primicias-Canal 13
- 2001: Provocame-Telefe
- 2002: Franco Buenaventura, el profe-Telefe
- 2002: Infieles-Telefe
- 2004: Culpable de este amor-Telefe
- 2006. Tango del último amor -TV Channel Russia
- 2006/07: Mujeres asesinas-Canal 13
- 20007/08: Casi Ángeles-Telefe
- 2008: B&B-Telefe
- 2008: Vidas robadas-Telefe
- 2009: Casi Angeles-Telefe
- 2009/10: Botineras-Telefe
- 2010: Malparida-Canal 13
- 2011: Tiempo de pensar-Canal 7
- 2011: Decisiones de vida-Canal 9
- 2012: Dulce Amor-Telefe
- 2014: Somos familia-Telefe
- 2014: Junior Express-Disney Junior -estrella invitada.
- 2015: El otro-Canal 7
- 2017: Golpe al corazón-Telefe

### Teatro[10]
Espectáculos en los que participó:
- 1978: Aquí no podemos hacerlo, dirigida por Pepe Cibrián Campoy, con Héctor Álvarez, Ana María Cores, Sandra Mihanovich, Graciela García Caffi, Edgardo Moreira, Ricardo Pashkus, Enrique Quintanilla y Debora Whamond.
- 1979-1983: El diluvio que viene, con José Ángel Trelles, Vicky Bucchino y elenco.
- 1986: El diluvio que viene, reposición, con José Ángel Trelles.
- 1987: Divas, dirigida por Pepe Cibrián Campoy, con Ana María Cores, César Pierry y elenco.
- 2002, 2003 y 2006: Parecen ángeles, con Lydia Lamaisón, Ximena Fassi y Pablo González.
- 2004: Oscar, con Sabrina Carballo, Marcelo De Bellis, Sebastián Estevanez, Alberto Martín, Graciela Tenembaum, María Figueras y Yuyito González.
- 2004: Reflejos en el agua, con Viviana Saccone y Claudio Garófalo.
- 2008: Simplemente amigos unidos por Buenos Aires (actriz invitada), con Ana María Giunta, Ricardo Álvarez, María Laura Coquibus, Gabriel di Deo, Gonzalo Gala, Adriana Katz y Silvia Peyrou.
- 2008: Bella y bestia, como la madre lesbiana.[5]
- 2008-2009: Chúmbale, con Silvina Bosco, Alejo García Pintos, Eleonora Wexler, Marcelo Mininno y Antonio Ugo.
- 2011: Buenos Aires, color Vacarezza.
- 2011: Cuando Harry conoció a Sally, con Araceli González, Mario Pasik, Raúl Taibo, Lucrecia Blanco y Roberto Catarineu.
- 2011: Felices fiestas, león!, con Patricio Contreras, Pepe Novoa, Eduardo Blanco, Hilda Bernard, Elena Tasisto y Luciana Ulrich.
- 2014: Lifting, dirigida por Pepe Cibrián Campoy, con Ana Acosta y Linda Peretz.
- 2018: Los martes orquídeas, dirigida por: Francisco Mugica, con: Rodolfo Ranni, Felipe Colombo, Ariadna Asturzzi, Florencia Cappiello, Agustina Cerviño, Matías Strafe, Santiago Otero Ramos y Candela Vetrano.
- 2021-2022: Cenemos en la cama, dirigida por: Ernesto Medela, con: Germán Kraus, Mimí Pons, Esteban Prol, Chiqui Abecasis y Florencia Marcasoli.

## Discografía
- 1979-1983: El diluvio que viene (con Vicky Buchino y José Ángel Trelles).

1. «Un nuevo sitio disponed».
2. «Qué pena que sea pecado».
3. «Calma».
4. «Concierto de cura y campana».
5. «Tira el dinero».
6. «Bella noche sin sueño».
7. «Ahí va la Consuelo».
8. «Bella noche sin sueño» (bis).
9. «Eso es amor».
10. «Las hormigas que mueven la montaña».
11. «Balada de san Crispín».
12. «Qué pena que sea pecado» (bis).
13. «Clementina».
14. «Te quiero».
15. «Cuando el arca se detenga».
16. «Eso es amor» (bis).
17. «Un nuevo sitio disponed» (bis).

## Premios
- Premio Podestá por los 50 años de afiliación a la Asociación Argentina de Actores.[11]